# Pompiliu Păltănea
Pompiliu Păltănea (n. 28 iulie 1889, Brăila – d. 1956, Paris) a fost un critic literar, dramaturg, prozator și traducător român.

## Biografie
S-a născut la Brăila în familia micului negustor Ioan Păltănea. A absolvit cursurile Liceului „N. Bălcescu” din Brăila în 1908 și apoi pe cele ale Facultății de Filosofie și Litere din cadrul Universității din București, luându-și licența în 1912, cu specializarea filologie romanică.
Debutează în anul 1909 cu proză în revista Vieața nouă a lui Ovid Densușianu, realizând o activitate publicistică „abundentă și fără relief” (după cum o cataloga Aurel Sasu).  A publicat poezii, nuvele și articole în acea revistă, colaborând și la Noua revistă română și Adevărul de duminică, sub pseudonimul Rebus-Brăila. Este autorul a patru piese de teatru: Gaudeamus (1911), Darul Muselor, Fugind de Charybdis și Jocul Zeilor (toate trei în 1912). A tradus (în colaborare cu Titu Dinu) din Horațiu, Plaut și Maurice Maeterlinck, precum și din povestirile lui Edgar Allan Poe.
A urmat o specializare la Paris înainte de izbucnirea Primului Război Mondial, apoi a devenit atașat de presă pe lângă Ambasada României în Franța. În perioada războiului a fost membru în comitetul de direcție al periodicului Românul. Journal hebdomadaire franco-roumain (1917-1921) și redactor-șef al săptămânalului parizian Le Courrier franco-roumain (1920 - aprilie 1921), o foaie de propagandă românească condusă de Cincinat Pavelescu. A colaborat, de asemenea, la Mercure de France și Je suis partout, fiind în același timp corespondentul la Paris al cotidianului bucureștean Universul. Rămâne la Parius, unde pregătește un doctorat în filologie romanică pe care nu l-a susținut niciodată. Activitatea sa publicistică nu trece neobservată, iar Pompiliu Păltănea este distins Legiunea de Onoare Franceză în grad de  Cavaler (1920) și apoi de Ofițer (1927). Organizarea celui de-al XVI-lea Congres al Presei Latine (București, septembrie 1927) îi va aduce decorarea cu Crucea Ordinului Meritului, acordată în Spania.
În perioada celui de-al Doilea Război Mondial a fost secretar principal de presă la Legația Română de la Vichy, până la 1 octombrie 1944. În 1940 este ales secretar general al Asociației Presei Străine din Franța, iar în 1944 devine președinte al Federației Ziariștilor Străini din Franța. Rămâne în Franța după război, activând în presa emigrației române. Fondează la Paris în 1949 (împreună cu Pamfil Șeicaru, N.S. Govora, Alexandru Cristescu și Constantin Arsene) revista Chemarea ce a apărut până în martie 1952, când a fost desființată de statul francez în urma unui denunț,:p. 102 apoi în februarie 1952, împreună cu Constantin Arsene, Almanahul pribegilor români.:p. 107
Studiul Adevăr și legendă este unul dintre cele mai extinse studii ale simboliștilor români și a apărut în revista Vieața nouă a lui Ovid Densușianu pe parcursul a 11 numere publicate în anii 1914-1916.

## Scrieri
- Gaudeamus. Piesă din viața Studențească, într'un act și în versuri. Jucată la serata Societății studenților în litere din 18 martie 1911, în sala Liedertafel, Tip. G. A. Lazareanu, București, 1911;
- Triptic dramatic. Darul Muselor. Fugind de Charybdis. Jocul Zeilor, Tip. Profesională D. C. Ionescu, București, 1912;
- Adevăr și legendă, Editura David Press Print, Timișoara, 2011.

## Traduceri
- Edgar Allan Poe: „Tăcere” (în ziarul Viața literară și artistică, anul I, 1907, nr. 29, p. 233, reeditată în 1908 în Vieața Nouă, Epoca, Evenimentul și Tribuna poporului), „Verișoara Bérénice” (în Noua Revistă Română, vol. VIII, nr. 17, 5 septembrie 1910), „Moartea Roșie” (în revista Viața Nouă, anul VII, 1911, nr. 16, pp. 302–307), „Umbră – O parabolă”;
- Horațiu: Satirele, București, 1910 (în colaborare cu Titu Dinu) - traducere distinsă cu Premiul Academiei Române;
- Plaut: Comediile lui Plaut, București, 1912 (în colaborare cu Titu Dinu);
- Maurice Maeterlinck: Pasărea albastră, București, 1912 (în colaborare cu Titu Dinu).